# Kreismusikverband Germersheim
Der Kreismusikverband Germersheim e.V. wurde 1981 gegründet und hat seinen Sitz in Jockgrim (Rheinland-Pfalz). Er umfasst derzeit 35 Mitgliedsvereine mit insgesamt ca. 1.800 Mitgliedern.
Der Kreismusikverband Germersheim ist Mitgliedsverband des Bundes Deutscher Blasmusikverbände. Zum Kreismusikverband Germersheim zählt auch ein Verbandsjugendorchester.

## Aufgaben
Die Aufgaben des Kreismusikverband Germersheim sind neben der Förderung und Pflege der Blasmusik auch die Beratung und Unterstützung der Mitgliedsvereine in verwaltungstechnischen Fragen, die Koordination / Organisation von Seminaren, die Aus- und Weiterbildung von Jungmusikern (Blasmusiklehrgang), das Durchführen von Lehrgängen zum Erwerb der Jungmusiker-Leistungsabzeichen. Ebenso gehört die Durchführung von Instrumental-Lehrgängen, Lehrgängen für Instrumentalausbilder und die Unterstützung und Mitwirkung bei der Ausrichtung und Durchführung von Verbandsmusikfesten bzw. überregionalen Blasmusikveranstaltungen zu den Aufgaben.

## Verbandsjugendorchester
Im 1991 gegründeten Verbandsjugendorchester spielen rund 50 Jungmusiker (Stand 2023). Es bietet eine Weiterbildungsmöglichkeit für motivierte Mitglieder der Musikvereine und Kapellen des KMV von bis zu 27 Jahren. Das Repertoire umfasst symphonische, konzertane und moderne Blasmusik.
Bis zum Jahr 1995 dirigierte Achim Drafz das Orchester. 1995 übernahm Fabian Metz das Amt des Dirigenten und das Orchester erhielt seinen heutigen Namen. Von 2018 bis 2023 stand das Orchester unter der musikalischen Leitung von Siegfried Rappenecker. Seit Ende 2023 wird das Orchester von Julian Metzger dirigiert.
Mit Konzertreisen nach Kurtatsch in Südtirol, Greiz in Thüringen (beide 1998), nach Berlin (2005) und auf die Nordseeinsel Föhr (2007) wurde das Orchester auch überregional bekannt.

## Personen

### Präsidium
| Amt                           | Name                             | seit |
| ----------------------------- | -------------------------------- | ---- |
| Präsident                     | Matthias Wolf                    | 2022 |
| Vizepräsident                 | Mario Zettl                      |      |
| Vizepräsident                 | Erhard Histing                   |      |
| Fachbereichsleiterin Finanzen | Doris Ruppenthal                 |      |
| Verbandsdirigent              | Markus Metz                      |      |
| Geschäftsführerin             | Simone Wolff                     |      |
| Verbandsjugendleiter          | Philipp Menesklou                |      |
| Ehrenpräsidenten              | Emil Weschler, Bernhard Reiß (†) |      |